# Тузла (Констанца)
Тузла (рум. Tuzla) је насеље и седиште истоимене општине Тузла у жупанији Констанца у Румунији. Према попису из 2021. у насељу је било 6.494 становника.

## Географија
Тузла се налази на југоистоку Румуније у историјско-географском региону Добруџа. Смештено је близу обале Црног мора, на југоистоку жупаније Констанца. Од седишта жупаније, Констанце, удаљена је 20 километара северно, а од Мангалије 20 километара јужно.
Граничи се са варошима Текиргиол и Ефорије на северу, са општином Топраисар на западу, општином Доуазечи ши Треј Аугуст на југозападу, општином Костинешти на југоистоку, док на истоку излази на Црно море.
Југоисточно од насеља, у тузланском делу обале Црног мора, налази се рт Тузла. На литици која се издиже 30 метара изнад нивоа мора, налази се стари светионик.

## Становништво
| 1992. | 2002. | 2011. | 2021. |
| ----- | ----- | ----- | ----- |
| 5.769 | 6.366 | 6.711 | 6.494 |

Према попису из 2021. у Тузли је живело 6.494 становника што је за 217 мање (-3,23%) у односу на попис из 2011. када је у насељу било 6.711 становника.
Према попису из 2021. већину становништва су чинили Румуни (81,55%), а од мањина је највише било Татара (3,54%) и Турака (2,53%).
| Етнички састав према попису из 2021.‍ | Етнички састав према попису из 2021.‍ | Етнички састав према попису из 2021.‍ | Етнички састав према попису из 2021.‍ | Етнички састав према попису из 2021.‍ |
| ------------------------------------ | ------------------------------------ | ------------------------------------ | ------------------------------------ | ------------------------------------ |
|                                      |                                      |                                      |                                      |                                      |
| Румуни                               | Румуни                               |                                      | 5.296                                | 81,55%                               |
| Татари                               | Татари                               |                                      | 230                                  | 3,54%                                |
| Турци                                | Турци                                |                                      | 164                                  | 2,53%                                |
| Роми                                 | Роми                                 |                                      | 9                                    | 0,14%                                |
| Мађари                               | Мађари                               |                                      | 6                                    | 0,09%                                |
| Пољаци                               | Пољаци                               |                                      | 3                                    | 0,05%                                |
| Остали                               | Остали                               |                                      | 7                                    | 0,11%                                |
| Непознато                            | Непознато                            |                                      | 779                                  | 12,00%                               |